# Thumb Promontory
Thumb Promontory är en udde i Antarktis. Den ligger i Västantarktis. Inget land gör anspråk på området.
Terrängen inåt land är kuperad österut, men västerut är den platt. Trakten är obefolkad. Det finns inga samhällen i närheten. 